# Monsenhor Tabosa
Monsenhor Tabosa este un oraș în statul Ceará (CE) din Brazilia.